# Itaporã do Tocantins
Itaporã do Tocantins est une municipalité brésilienne située dans l'État du Tocantins.